# László Somogyi
Dans le nom hongrois Somogyi László, le nom de famille précède le prénom, mais cet article utilise l’ordre habituel en français László Somogyi, où le prénom précède le nom.
 László Somogyi, né le 25 juin 1907 à Budapest – mort le 20 mai 1988 à Genève (Suisse), est un chef d'orchestre hongrois.

## Carrière
Il fait ses études musicales à l'Académie Franz Liszt de Budapest avec Leo Weiner et Zoltán Kodály. En 1945, il dirige l'Orchestre de la Philharmonie nationale hongroise et de 1951 à 1956, l'Orchestre symphonique de Budapest. Il enseigne la direction d'orchestre et forme toute la nouvelle génération de chefs d'orchestre de Hongrie. En 1956, à la suite de l'Insurrection de Budapest, il quitte son pays pour l'Europe de l'ouest où il dirige en tant que chef invité. En 1961, il débute aux États-Unis et dirige de 1964 à 1969 l'Orchestre philharmonique de Rochester. Il s'installe à Genève, enseigne et dirige en chef invité.
Il reçoit le prix Kossuth en 1951.

## Source
- Alain Pâris, Dictionnaire des interprètes, Bouquins/Laffont, 1989, p. 798